# Yuji Kakiuchi
Yuji Kakiuchi (født 31. august 1969) er en tidligere japansk fodboldspiller.
Han har spillet for flere forskellige klubber i sin karriere, herunder Kyoto Purple Sanga.